# وليام كومينغ روز
وليام كومينغ روز (بالإنجليزية: William Cumming Rose)‏ (4 أبريل 1887 – 25 سبتمبر 1985) عالم كيمياء حيوية أمريكي. اكتشف الحمض الأميني ثريونين وقد حددت أبحاثه ضرورة الأحماض الأمينية الأساسية في النظام الغذائي.

## النشأة
ولد وليام كومينغ في غرينفيلد، جنوب ولاية كارولينا. كان والده وزير المشيخي الذي بدأ يعلم وليام في المنزل اللاتينية واليونانية والعبرية عندما كان عمره 14 سنة. كما درس كتابا تمهيديا عن الكيمياء ل(إيرا ريمسين). عندما بلغ 16 عاما، درس في كلية ديفيدسون في كارولاينا الشمالية للحصول على درجة البكالوريوس. ثم بدأ الدراسات العليا في جامعة ييل بدراسة الكيمياء الغذائية مع روسيل شتندن ولافاييت مندل. وقد مُنح الدكتوراه في عام 1911.

## الحياة المهنية
درس لبعض الوقت في جامعة بنسيلفانيا مع ألونزو تايلور. أرشده تايلور إلى جامعة تكساس في جالفستون لتنظيم قسم الكيمياء الحيوية. في عام 1922 ذهب إلى جامعة إلينوي استاذاً للكيمياء الفسيولوجية، وهو العنوان الذي تم تغييره إلى أستاذ الكيمياء الحيوية في عام 1936. من عام 1922 إلى عام 1955 حول هذا القسم إلى مركز لتدريب الكيميائيين الحيويين.
في إلينوي، ركز أبحاثه على التمثيل الغذائي للأحماض الأمينية والتغذية. ووجد أن الأحماض الأمينية ال19 المعروفة آنذاك لم تكن كافية للنمو،  وهذا أدى إلى اكتشافه في عام 1935 آخر الأحماض الأمينية العشرين، α-الأمينية-بيتا-هيدروكسي-n-زبدي حمض سمّي في وقت لاحق (ثريونين). دراسته ميّزت أيضا الأحماض الأمينية التي هي بالتأكيد ضرورية عن تلك التي هي ضرورية فقط من أجل النمو الأمثل. له دراسات أخرى عمليّة لتقييم البروتينات من حيث قدرتها على تلبية احتياجات الإنسان. في حزيران / يونيه 1949 نَشَر «الأحماض الأمينية (متطلبات الرجل)».
شغل منصب رئيس الجمعية الأمريكية للكيمياء البيولوجية من 1939 إلى 1941.

## الجوائز والأوسمة
- 1936 – أصبح عضوا في الأكاديمية الوطنية للعلوم.
- 1939-1941 – رئيس الجمعية الأمريكية للكيمياء البيولوجية.
- 1945-1946 – رئيس المعهد الأمريكي للتغذية.
- 1949 – جائزة أوزبورن ومندل، المعهد الأمريكي للتغذية.
- 1952 – دكتوراه فخرية في العلوم من جامعة إلينوي.
- 1952 – ميدالية جيبس ويلارد، من الجمعية الكيميائية الأمريكية.
- 1957 – كينيث أ. سبنسر جائزة،[8] من الجمعية الكيميائية الأمريكية.
- 1961 – الجائزة التذكارية العشرون من مؤسسة التغذية.
- 1966 – حصل على قلادة العلوم الوطنية.
- 1979 – جائزة وليام كومينغ روز.

## وصلات خارجية
- ج. ي. كارتر & مينور ج. كون: وليام كومينغ روز من الأكاديمية الوطنية للعلوم.
- دافني أ. رو (1981) وليام كومينغ روز: السيرة الذاتية مجلة التغذية 111(8):1311-20.
- مختبر نويس في جامعة إلينوي في أوربانا-شامبين من الجمعية الكيميائية الأمريكية المعالم الكيميائية الوطنية التاريخية.
- . أوراق وليام كومينغ روز، محفوظات جامعة إلينوي.